# Circus Attractions
Circus Attractions è un videogioco sull'esecuzione di diversi numeri da circo, pubblicato nel 1989 per Amiga, Atari ST, Commodore 64 e MS-DOS dalla Rainbow Arts. Consiste in cinque discipline separate, con meccaniche di gioco differenti.
È uno dei tre giochi sviluppati dallo studio Golden Goblins, controllato per qualche tempo dalla Rainbow Arts.
La confezione originale in tedesco/inglese include una miniatura metallica di un goblin-pagliaccio, e si dichiarava che 50 confezioni la contenessero placcata oro.

## Modalità di gioco
Il gioco è multievento e si affrontano tutte le discipline in sequenza, ottenendo alla fine un punteggio medio, oppure l'allenamento in una disciplina a scelta. Nel caso si affrontino tutte, si hanno a disposizione tre possibilità di ripetere una prova mal riuscita.
Tutte le discipline sono giocabili anche da due giocatori in simultanea, sempre in cooperazione.
In ogni prova sono presenti o compaiono oggetti bonus da raccogliere e diversi tocchi umoristici.
Ci sono in tutto cinque discipline, tutte con inquadratura a schermo fisso e differenti sistemi di controllo: 
- Trampolining (tappeto elastico): un acrobata deve saltare più in alto possibile, facendo evoluzioni e raccogliendo bonus sospesi in aria, cercando di mantenere alto il livello di attenzione del pubblico. Per saltare correttamente, i comandi includono allungare e piegare le gambe. Nel multigiocatore si hanno due trampolini e due acrobati separati.
- Tightrope Walking (funambolismo): la funambola, inquadrata diagonalmente dall'alto, deve avanzare senza asta e fare acrobazie sulla corda, saltando per raccogliere bonus. Per mantenere l'equilibrio si devono spostare i controlli ai due lati. Nel multigiocatore una seconda acrobata sta in piedi sulle spalle della prima, una mantiene l'equilibrio e l'altra fa le evoluzioni.
- Juggling (giocoleria): un giocoliere fermo all'esterno del tendone deve controllare fino a 6 palline che gli vengono lanciate da un'assistente, che su richiesta può mandare anche altri oggetti da controllare col piede. Si possono fare quattro mosse con mani e piedi e bisogna anche evitare di tanto in tanto un minuscolo pagliaccio in motocicletta. Nel multigiocatore ci sono due giocolieri con un'unica assistente, che lancia gli oggetti a uno e poi se li passano tra di loro.
- Knife Throwing (lancio del coltello): il lanciatore visto di spalle deve colpire, usando un mirino, un bersaglio circolare rotante con una donna legata sopra. Altri obiettivi bonus compaiono altrove sulla scena, fuori dal bersaglio. Un'assistente passa i coltelli al lanciatore, ma occasionalmente può passare anche della dinamite che non dev'essere presa[3]. Nel multigiocatore c'è un unico bersaglio rotante comune e due lanciatori con due assistenti.
- Clown Jumping (salto di pagliacci): ci sono due altalene basculanti ai lati dello schermo, con tre pagliacci, dei quali uno alla volta salta e deve atterrare sul lato libero di un'altalena, facendo così saltare il compagno. Si deve controllare il salto da un'altalena all'altra, raccogliendo al volo oggetti bonus ed evitando un fantasma[3]. I comandi includono mosse per il pagliaccio in volo e il cambio del lato dell'altalena per il pagliaccio a terra. Nel multigiocatore la scena è la stessa, ma si controlla a turno il pagliaccio in volo, mentre l'altro giocatore intanto può commutare quello a terra.

## Colonna sonora
L'accompagnamento musicale continuo è presente solo nella schermata dei titoli ed è un brano composto da Chris Hülsbeck, che solo nella parte iniziale riproduce il classico circense Marcia dei gladiatori.

## Accoglienza
A suo tempo Circus Attractions venne spesso paragonato dalla stampa di settore a Circus Games, un altro gioco multievento sul circo uscito meno di un anno prima, e venne di solito considerato decisamente migliore del precedente.
Nel complesso ricevette dalle riviste europee giudizi mediamente sopra la sufficienza, di solito con voti variabili tra il mediocre e il buono (50%-85% circa).